# Johan Leonard Höijer
Johan Leonard Höijer (1. februar 1815 i Stockholm – 11. juli 1884 sammesteds) var en svensk musiker og forfatter.
Efter at have gennemgået det kongelige musikalske akademi blev han 1842 ansat som organist, først ved den fransk-reformerte kirke og kort efter ved Katharina-kirken i Stockholm.
Han har komponeret pianostykker og sange samt udgivet en harmonilære. Som musikreferent og æstetisk medarbejder var han knyttet til flere stockholmske dagblade, ligesom han har udgivet enkelte belletristiske arbejder.
Hans hvedværk er et musikleksikon (1864), det første større svenske værk af denne art. Sammen med Richard Bergström besørgede han den nye udgave af Geijers og Afzelius "Svenska folkvisor" (1880).